# Reichenbach (cràter)
Reichenbach és un cràter d'impacte situat a l'escarpada zona sud-oriental de la cara visible de la Lluna. Es troba a l'oest-nord-oest del prominent cràter Stevinus, i a l'oest de Snellius.

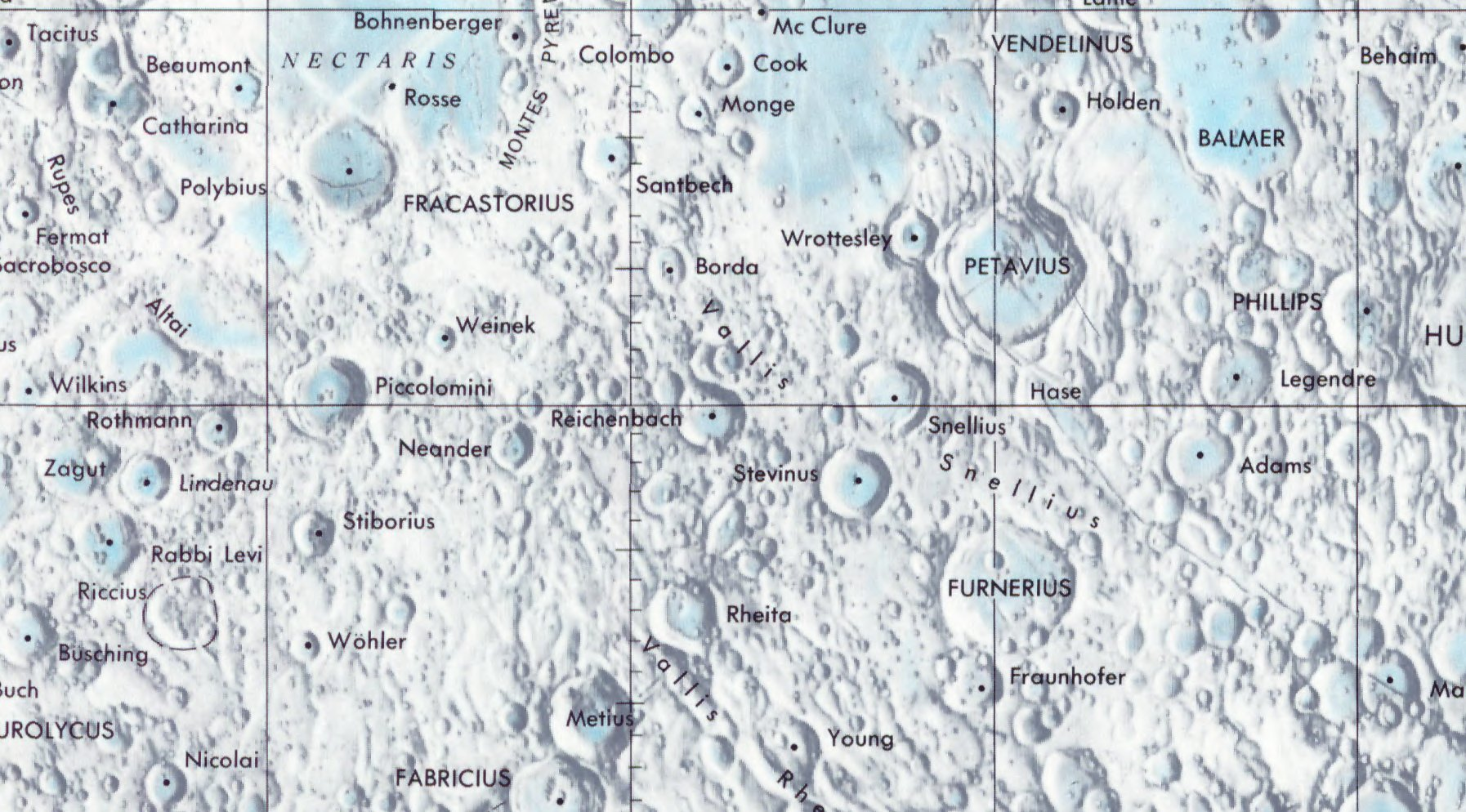
Localització de Reichenbach (centre de la imatge)
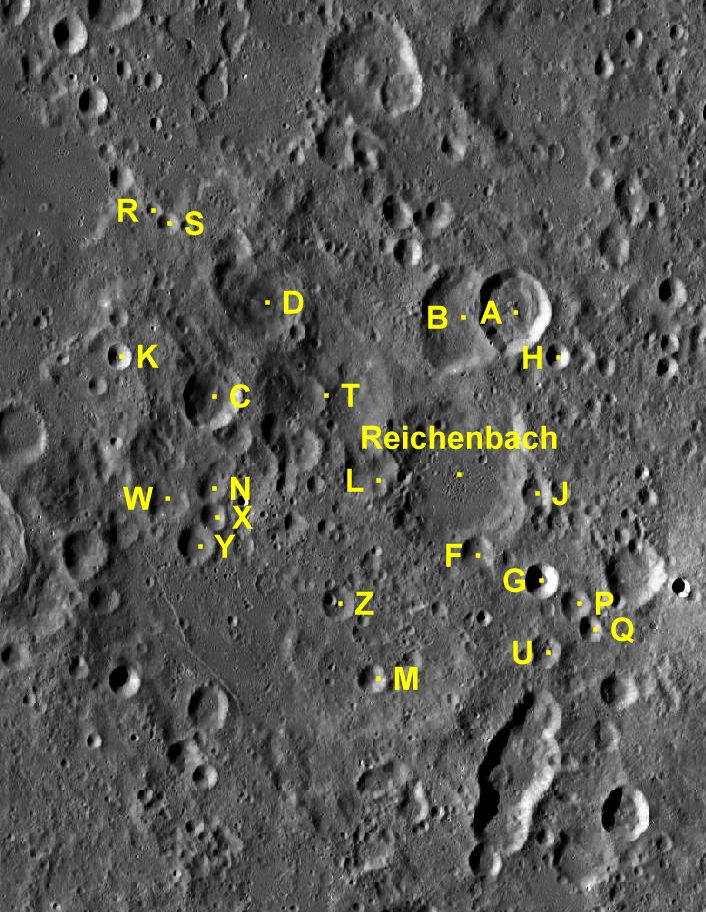
Cràters satèl·lit

La vora rugosa d'aquest cràter ha estat molt desgastada per l'erosió produïda per impactes successius. És més ample al costat nord, i té una aparença lleugerament distorsionada. Una sèrie de petits cràters es troben sobre la vora, incloent Reichenbach F al costat sud. El sòl interior, gairebé anivellat, gairebé no té trets significatius, amb tan sols un petit cràter prop de la paret interior del nord-est.

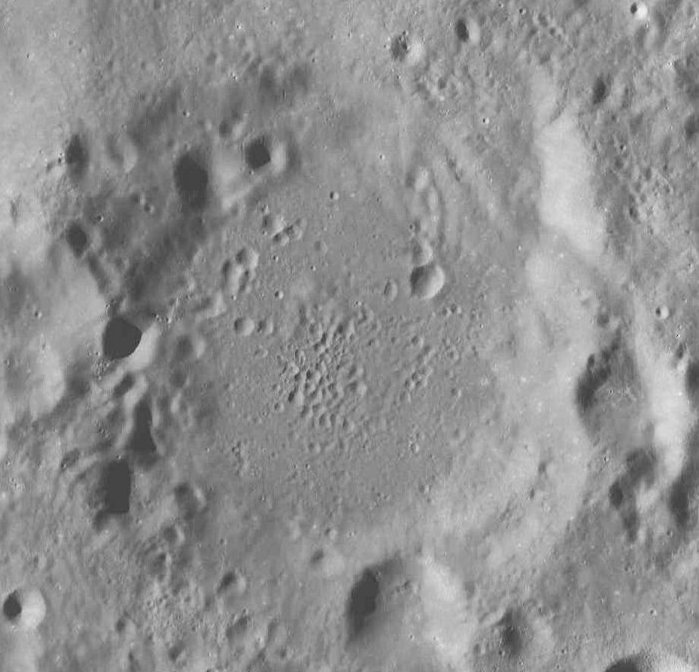
Fotografia de la missió LRO
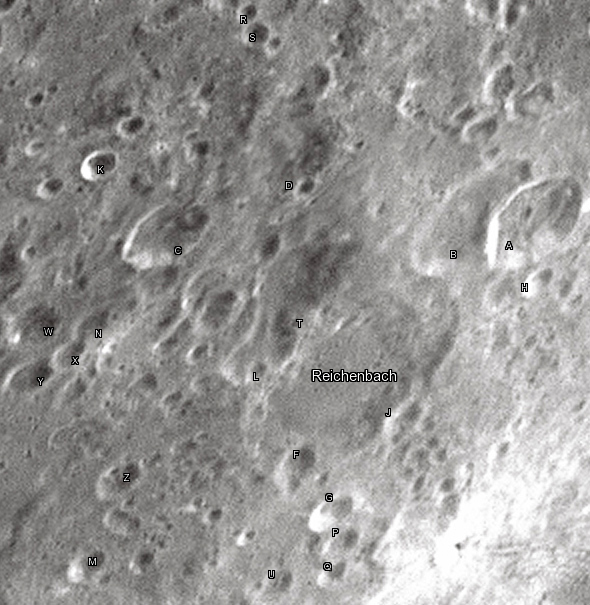
Vista obliqua de l'entorn del cràter

## Cràters satèl·lit
Per convenció aquests elements són identificats en els mapes lunars posant la lletra en el costat del punt central del cràter que està més proper a Reichenbach.
| Reichenbach | Coordenades                          | Diàmetre |
| ----------- | ------------------------------------ | -------- |
| A           | 28° 18′ S, 49° 00′ E / 28.3°S,49.0°E | 34 km    |
| B           | 28° 24′ S, 48° 00′ E / 28.4°S,48.0°E | 44 km    |
| C           | 29° 18′ S, 43° 54′ E / 29.3°S,43.9°E | 27 km    |
| D           | 28° 06′ S, 44° 42′ E / 28.1°S,44.7°E | 35 km    |
| F           | 31° 24′ S, 48° 24′ E / 31.4°S,48.4°E | 15 km    |
| G           | 31° 42′ S, 49° 24′ E / 31.7°S,49.4°E | 15 km    |
| H           | 28° 54′ S, 49° 42′ E / 28.9°S,49.7°E | 10 km    |
| J           | 30° 42′ S, 49° 24′ E / 30.7°S,49.4°E | 15 km    |
| K           | 28° 48′ S, 42° 24′ E / 28.8°S,42.4°E | 11 km    |
| L           | 30° 30′ S, 46° 42′ E / 30.5°S,46.7°E | 8 km     |
| M           | 33° 00′ S, 46° 30′ E / 33.0°S,46.5°E | 13 km    |
| N           | 30° 30′ S, 43° 54′ E / 30.5°S,43.9°E | 14 km    |
| P           | 32° 00′ S, 49° 54′ E / 32.0°S,49.9°E | 12 km    |
| Q           | 32° 24′ S, 50° 12′ E / 32.4°S,50.2°E | 10 km    |
| R           | 26° 54′ S, 42° 54′ E / 26.9°S,42.9°E | 7 km     |
| S           | 27° 06′ S, 43° 06′ E / 27.1°S,43.1°E | 9 km     |
| T           | 29° 18′ S, 45° 42′ E / 29.3°S,45.7°E | 64 km    |
| U           | 32° 42′ S, 49° 30′ E / 32.7°S,49.5°E | 14 km    |
| W           | 30° 42′ S, 43° 06′ E / 30.7°S,43.1°E | 18 km    |
| X           | 30° 54′ S, 43° 54′ E / 30.9°S,43.9°E | 11 km    |
| Y           | 31° 12′ S, 43° 36′ E / 31.2°S,43.6°E | 16 km    |
| Z           | 31° 54′ S, 46° 00′ E / 31.9°S,46.0°E | 15 km    |